# 中里駅 (長崎県)
中里駅（なかざとえき）は、長崎県佐世保市上本山町にある松浦鉄道西九州線の駅である。

## 歴史
- 1920年（大正9年）3月27日：佐世保軽便鉄道（後の佐世保鉄道）により中里駅（なかさとえき）として開設[1]。
- 1936年（昭和11年）10月1日：国有化、肥前中里駅（ひぜんなかざとえき）に改称[1]。
- 1960年（昭和35年）4月25日：鉄道弘済会が駅業務を受託する業務委託駅となる[2][注釈 1]。
- 1962年（昭和37年）10月1日：貨物取扱廃止[1]。
- 1963年（昭和38年）4月1日：荷物扱い廃止[1]。無人駅化。
- 1987年（昭和62年）4月1日：国鉄分割民営化に伴い、JR九州松浦線の駅となる[1]。
- 1988年（昭和63年）4月1日：第三セクター松浦鉄道への転換に伴い、同社西九州線の駅となる[1]。同時に中里駅に改称[1]。

## 駅構造
島式ホーム1面2線を有する地上駅である。無人駅で駅舎は無いが、待合室がある。構内踏切があり、ホーム本山駅寄り端から国道側に、皆瀬駅寄りの途中（停車位置の先）から桧台側に出入口がそれぞれ設けられている。

## 利用状況
2023年度の1日平均乗降人員は344人である。
| 年度               | 1日平均 乗降人員 |
| ------------------ | ---------------- |
| 2019年（令和元年） | 255              |
| 2020年（令和02年） | 208              |
| 2021年（令和03年） | 216              |
| 2022年（令和04年） | 216              |
| 2023年（令和05年） | 344              |

## 駅周辺
- 佐世保市立中里中学校
- 桧台団地 - 高台にあるため、駅の近くからモノレールの運行があった（※廃止済み）。
- めんちゃんこ亭中里店
- マックスバリュ中里店
- 国道204号

## 隣の駅
松浦鉄道
■西九州線
快速（※当駅には下り（佐世保行き）の一部列車のみ停車）
本山駅 - 中里駅 - 左石駅
普通
本山駅 - 中里駅 - 皆瀬駅